# Benzammide
La benzammide è un composto organico di formula Ph-CO-NH2 appartenente alla famiglia delle benzammidi, di cui rappresenta la molecola strutturalmente più semplice.
La benzammide può essere preparata per sostituzione elettrofila aromatica diretta del benzene con cianoguanidina, in presenza di acido triflico come catalizzatore.
Dalla benzammide deriva una classe di antipsicotici atipici tra cui la tiapride, la sulpiride, la levosulpiride e l'amisulpride. Sulpiride e amisulpride sono utilizzate a basse dosi anche come antidepressivi.